# Astragalus ceramicus
Astragalus ceramicus är en ärtväxtart som beskrevs av Edmund Perry Sheldon. Astragalus ceramicus ingår i släktet vedlar, och familjen ärtväxter.

## Underarter
Arten delas in i följande underarter:
- A. c. apus
- A. c. ceramicus
- A. c. filifolius

## Bildgalleri

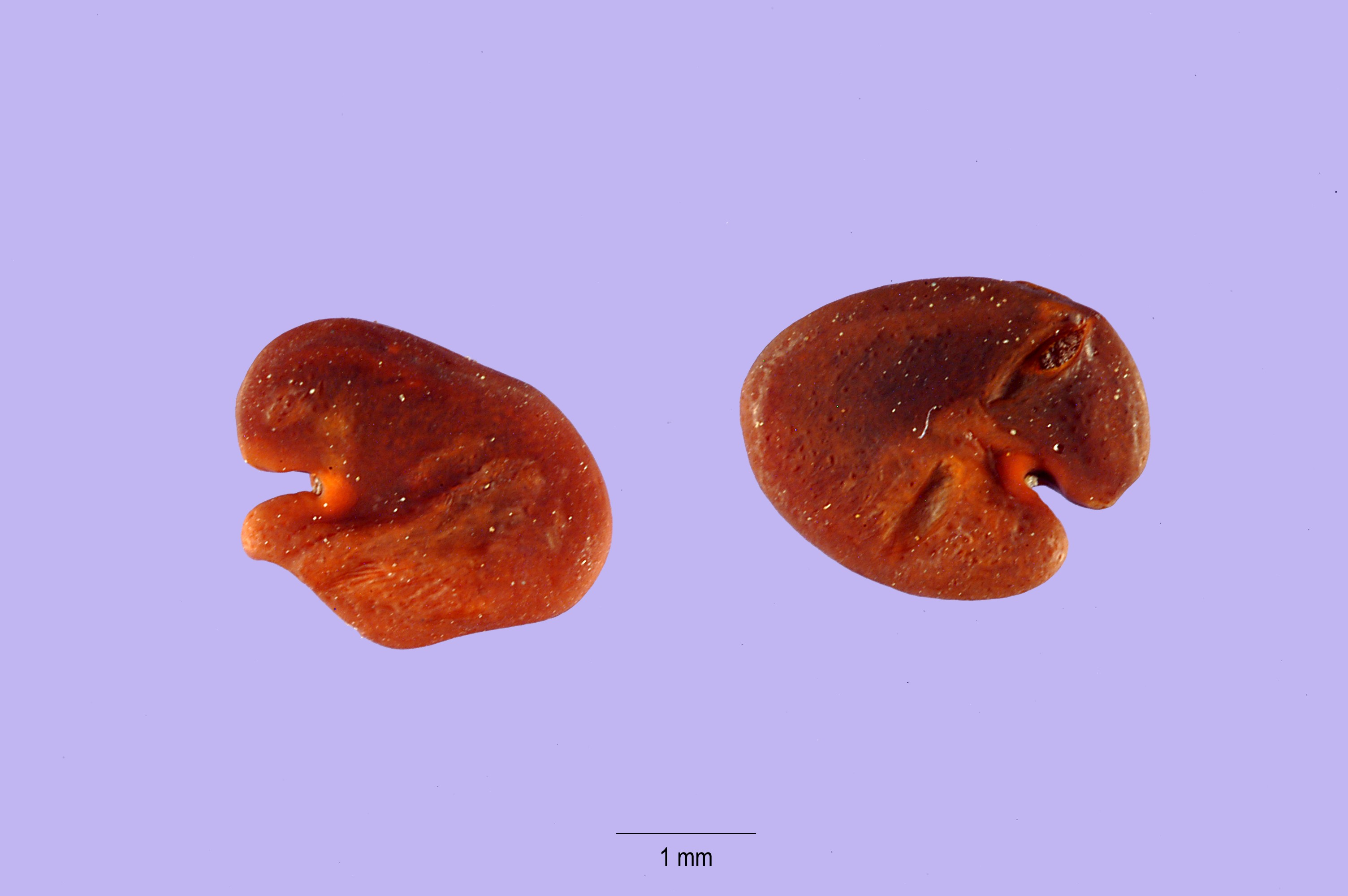
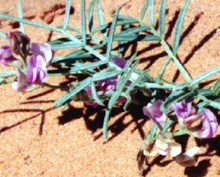
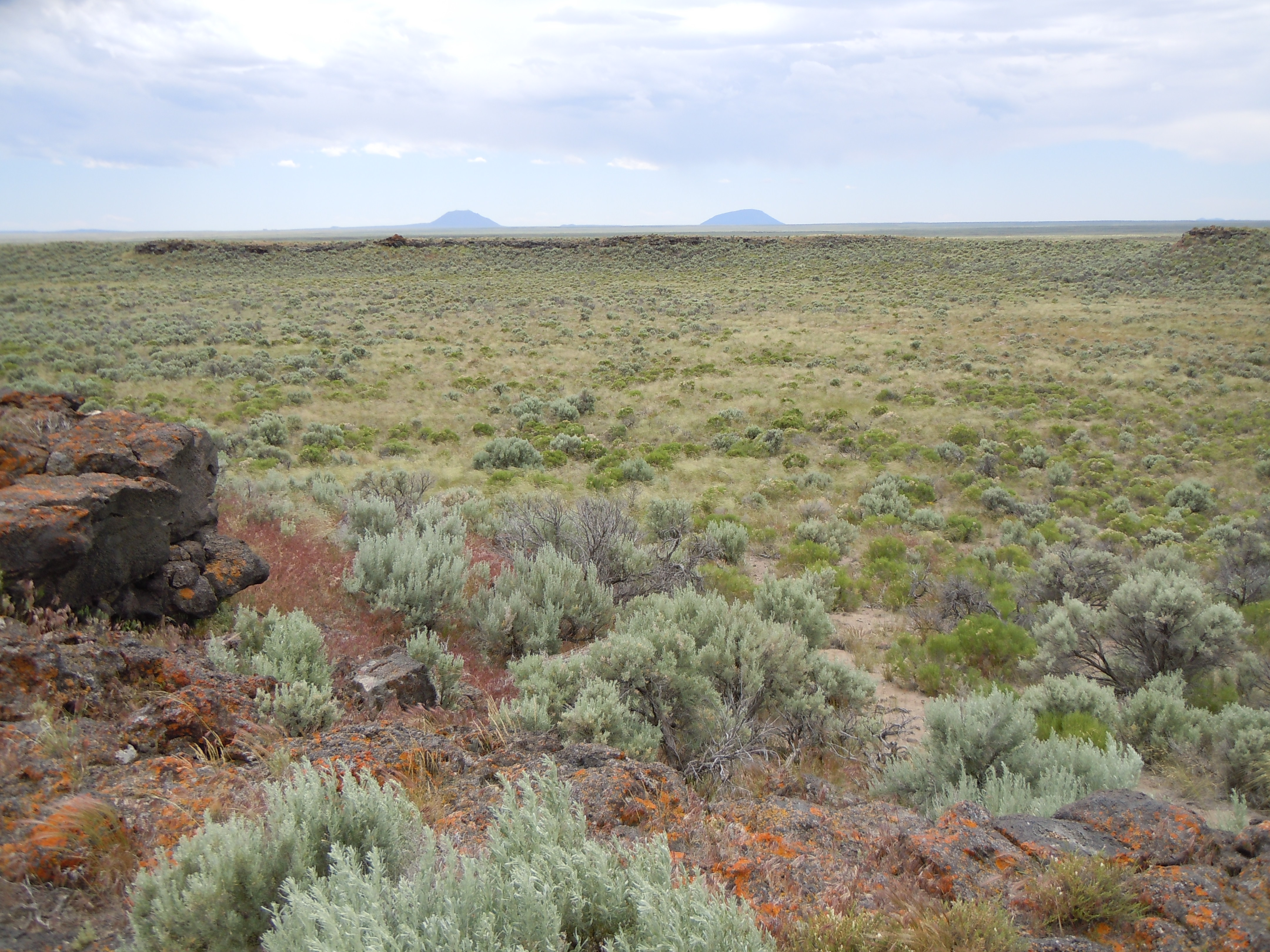
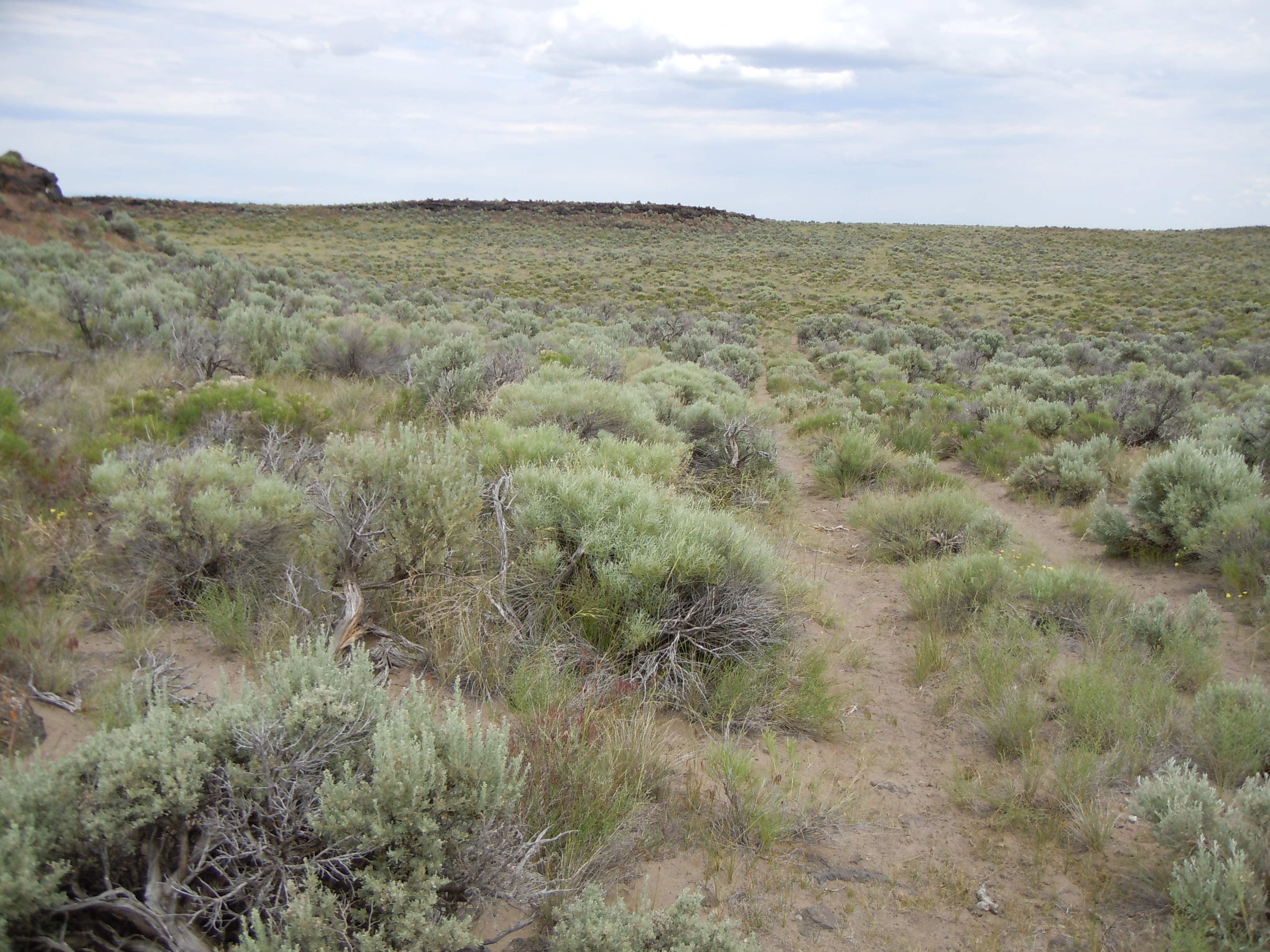